# 馬卡伊巴 (小區)
馬卡伊巴（葡萄牙語：Macaíba）是巴西東北部北里約格朗德州東波蒂瓜爾中區的一個小區。

## 市鎮
馬卡伊巴下轄以下的市鎮：
- 塞阿拉-米里姆
- 马卡伊巴
- 尼西亚弗洛雷斯塔
- 聖貢薩洛杜阿馬蘭特
- 圣若泽-迪米皮布